# Jan van de Cappelle

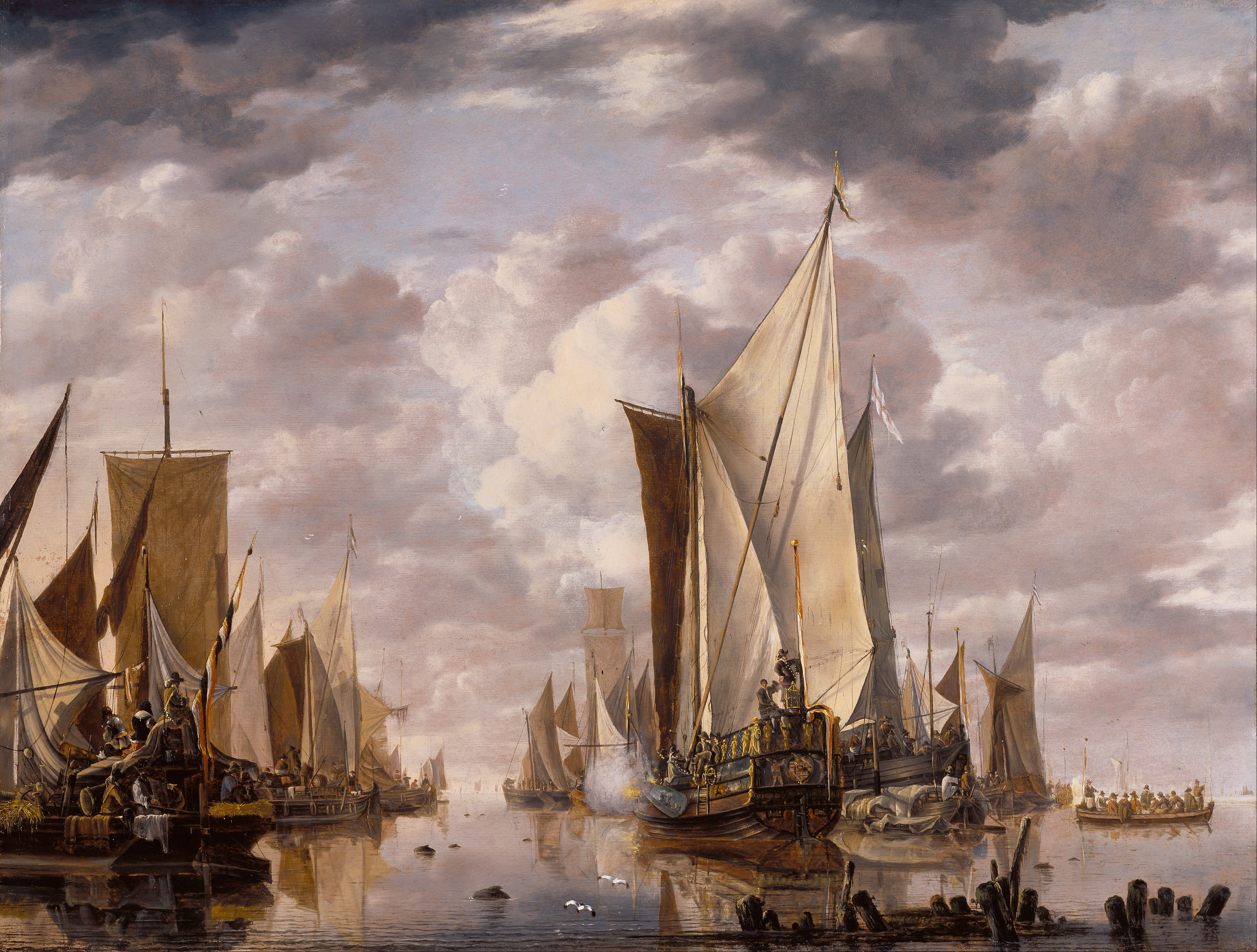
Shipping in a Calm at Flushing with a States General Yacht Firing a Salute, 1649.

Jan van de Cappelle (ou Joannes / van der / Capelle com diversas combinações; 25 de janeiro de 1626 (batismo) – 22 de dezembro de 1679 (enterro)), também assinando como "Capel" ou "Joannes", foi um pintor de paisagens do Século de Ouro dos Países Baixos, além de notável industrialista e colecionador de arte.